# 正義和平等運動

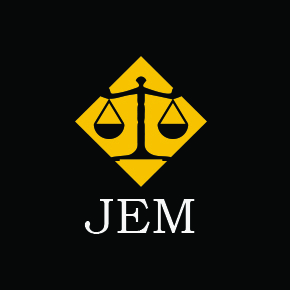
正義和平等運動標誌

正義和平等運動（英語：Justice and Equality Movement，縮寫為JEM）是蘇丹的一個反政府組織，成立于2000年，是達爾富爾衝突的參戰者之一。他們與其他如蘇丹解放運動等反抗軍共同對抗蘇丹政府所支援的“金戈威德”勢力。
该组织曾是過去活動於厄利垂亞邊界的东部阵线的成员。